# Casco per saldatura

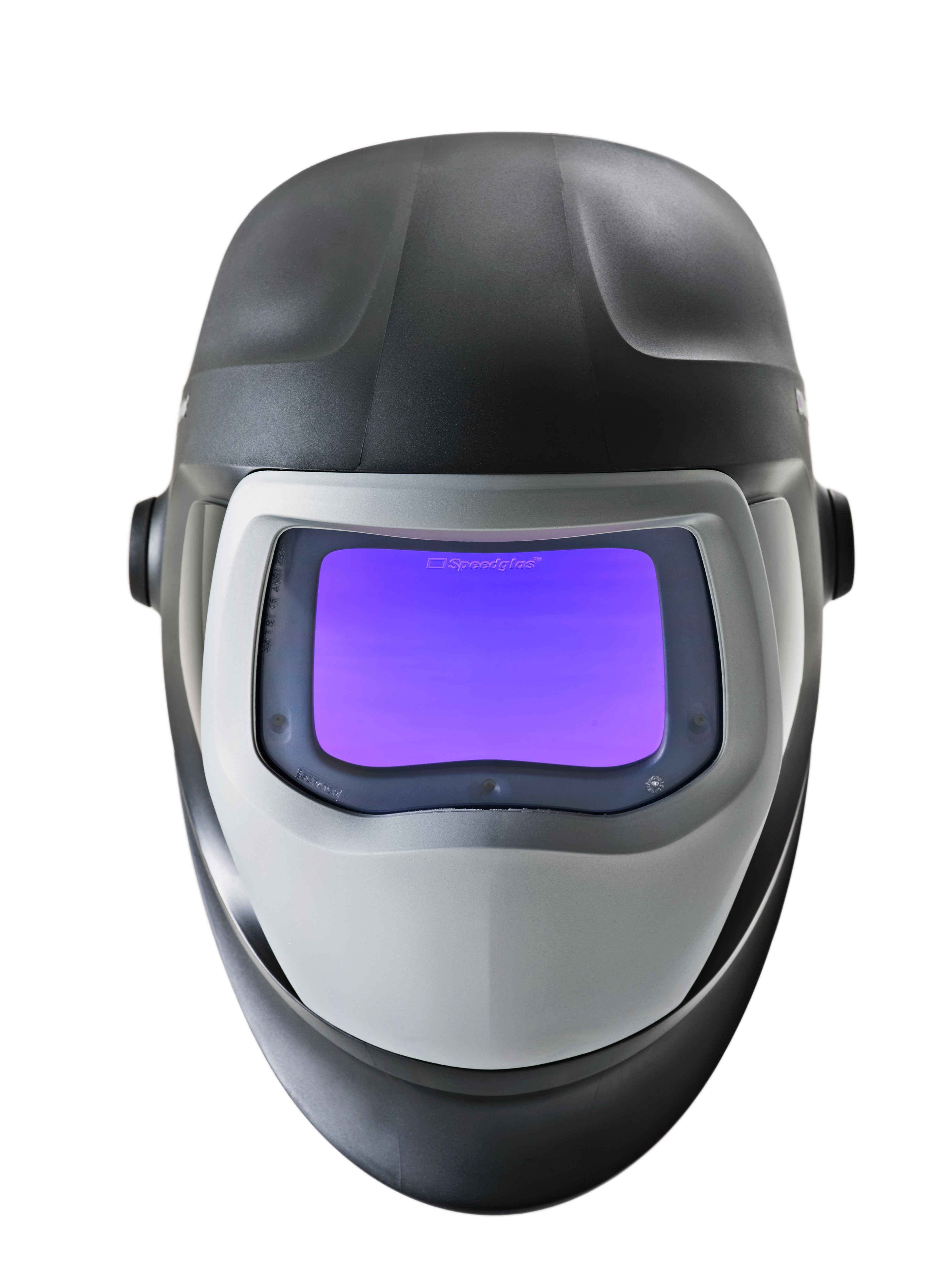
Esempio di casco per saldatura auto-oscurante

Il casco per saldatura è un tipo di dispositivo di protezione individuale utilizzato nell'esecuzione di determinati tipi di saldatura per proteggere gli occhi, il viso e il collo dal rischio di ustioni, scintille, esposizione a radiazioni infrarosse e ultraviolette e a calore intenso.
I caschi per saldatura sono più comunemente utilizzati nei processi di saldatura ad arco, come la saldatura a elettrodo rivestito, la saldatura TIG e la saldatura MIG/MAG. Sono necessari per prevenire l'infiammazione della cornea e le ustioni della retina, che possono portare alla perdita della vista. Tali condizioni sono causate dall'esposizione non protetta ai raggi infrarossi e ultravioletti altamente concentrati emessi dall'arco di saldatura. Le emissioni ultraviolette dell'arco di saldatura possono anche danneggiare la pelle scoperta, provocando una condizione simile a una scottatura solare. Oltre alle radiazioni, anche i gas di saldatura e gli schizzi di materiale possono rappresentare un pericolo per la pelle e gli occhi.

## Lenti
La maggior parte dei caschi per saldatura include una lente che filtra le radiazioni ottiche artificiali prodotte durante la saldatura, permettendo al tempo stesso al saldatore di vedere il lavoro che sta svolgendo. La lente può essere realizzata in vetro colorato, plastica colorata o un filtro a densità variabile costituito da un paio di lenti polarizzate. Sono necessarie diverse tonalità di lenti per diversi processi di saldatura. Ad esempio, la saldatura MIG e la saldatura TIG sono processi a bassa intensità, per le quali sono quindi preferibili una tonalità di lente più chiara.